# (9833) Rilke
(9833) Rilke (1982 DW3) – planetoida z pasa głównego asteroid okrążająca Słońce w ciągu 3,44 lat w średniej odległości 2,28 j.a. Odkryta 21 lutego 1982 roku.